# Nino Manfredi
Nino Manfredi, eigenlijke naam Saturnino Manfredi, (Castro dei Volsci, 22 maart 1921 - Rome, 4 juni 2004) was een Italiaans acteur en filmregisseur.
Hij was de laatste overlevende van een talentvolle generatie zeer populaire acteurs (Marcello Mastroianni, Vittorio Gassman, Alberto Sordi en Ugo Tognazzi), allen vertolkers van kletsgrage rokkenjagers en dikdoende praatjesmakers die met een lach en een traan door het leven gingen. Ze hielpen onder regie van onder meer Vittorio De Sica, Dino Risi, Luigi Comencini, Mario Monicelli en Mauro Bolognini gestalte geven aan het filmgenre van de commedia all'italiana (1955-1975). 

## Leven en werk

### Opleiding en debuut
Nino Manfredi ging in 1941 in Rome rechten studeren. Toen hij in 1945 afstudeerde had hij al een jaar acteerlessen gevolgd aan de Accademia Nazionale di Arte Drammatica Silvio D'Amico in Rome. Hij ging niet werken als jurist en voltooide zijn toneelstudies in 1947. In datzelfde jaar debuteerde hij op de planken en trad hij toe tot het Maltagliati-Gassmantheatergezelschap. In 1948 maakte hij al deel uit van het pas opgerichte Milanese Piccolo Teatro waar hij acteerde onder regie van Giorgio Strehler. Hij was eveneens werkzaam in de wereld van de revue en van het variété. Op de radio bracht hij ook komische nummers.

### Jaren vijftig: eerste stappen in de filmwereld
Zijn eerste stappen in de wereld van de cinema zette hij toen hij anderstalige acteurs dubde. Vanaf 1949 kreeg hij figurantenrollen aangeboden. In 1955 werd hij voor het eerst opgemerkt in de rol van een verlegen kapper die in de komedie Gli innamorati de aandacht trok op het Filmfestival van Cannes. Vanaf dan kreeg hij de kans om ook hoofdrollen te spelen. De komedie Venezia, la luna e tu (1958), zijn eerste samenwerking met Dino Risi, gaf hem de mogelijkheid een gelaagder personage te vertolken: grotesk, soms tragisch en zelfs kwaadaardig. In datzelfde jaar deed hij mee aan Audace colpo dei soliti ignoti, het vervolg op Mario Monicelli's succesvolle komische kraakfilm I soliti ignoti (1958). De film luidde een lange samenwerking met regisseur Nanni Loy in. 

### Jaren zestig: ster van de Italiaanse komedie
In de jaren zestig kende de Italiaanse film een heropleving en daarvan kon Manfredi profiteren. Hij werd zo een van de grote sterren van de Italiaanse komedie. In Gli anni ruggenti (1962), een meedogenloze satire op het fascisme, zette hij op een virtuoze manier een personage neer die in een bang afwachtend provinciestadje verkeerdelijk wordt aanzien als de aangekondigde fascistische inspecteur. Grappige, vertederende, potsierlijke, groteske en zelfs monsterachtige personages werden zijn specialiteit. Een jaar later volgde een buitenbeentje in zijn carrière: hij vertolkte de titelrol in de beklijvende Spaanse zwarte komedie El verdugo van Luis García Berlanga. In 1969 speelde hij voor het eerst onder regie van Luigi Magni voor diens Romeinse komedie Nell'anno del signore, het startschot voor een levenslange vruchtbare samenwerking met Magni.

### Jaren zeventig: de grote rollen
Een aantal van zijn rollen in de jaren zeventig worden tot zijn allerbeste gerekend. Zijn vertolking van de vertedering opwekkende Geppetto in Le Avventure di Pinocchio werd zijn eerste echt groot succes. De dikwijls bekroonde bitterzoete komedie Pane e cioccolata (1973) toonde hem als de aandoenlijke ongewenste Italiaanse immigrant die er maar niet in slaagt Zwitser met de Zwitsers te worden.  Manfredi vertolkte in Café Express (1980) op dezelfde tragikomische wijze een pechvogel, een van zijn favoriete personages. Ettore Scola deed hem schitteren in twee drama's: in het weemoedige C'eravamo tanto amati (1974) blikte Manfredi samen met onder meer Vittorio Gassman terug op hun dromen van weleer. In het satirische drama Brutti, sporchi e cattivi (1976) was hij de verachtelijke eenogige pater familias van een Romeins sloppenwijkgezin die een grote som verzekeringsgeld voor zich houdt. En Nanni Loy gaf hem de gelegenheid in het historisch drama In Nome del Papa Re(1977) een hogere geestelijke te spelen die probeert tussen te komen in het proces van de laatste ter dood veroordeelden door Vaticaanstad. 

### Filmregisseur
Nino Manfredi maakte zijn debuut als cineast al in 1963, met de regie van een episode van de sketchenfilm L'Amore difficile. Acht jaar later volgde zijn eerste volwaardige langspeelfilm, de antiklerikale satire Per grazia ricevuta. Daarin blikt een van een rots gevallen man, vertolkt door Manfredi zelf, op een tragikomische manier terug op zijn mislukt leven. De film kreeg in 1971 de Prix de la première œuvre op het Filmfestival van Cannes en was eveneens het grootste commercieel succes in Italië dat jaar. In het tijdens het carnaval van Venetië gesitueerde mysterieuze drama Nudo di donna (1980), zijn derde en laatste film als regisseur, nam hij weer de hoofdrol voor zijn rekening.

### Latere carrière
In de jaren tachtig en negentig draaide hij beduidend minder films. Hij aanvaardde vanaf 1989 meer en meer televisiewerk.

### Privéleven
Hij was sinds 1955 gehuwd met Erminia Ferrari die hem een zoon en twee dochters schonk, waaronder de televisieregisseur Luca Manfredi en de televisiepresentatrice Roberta Manfredi.
Begin juli 2003, kort na het beëindigen van de opnames voor zijn laatste film, het Spaanse drama La Luz prodigiosa, werd Nino Manfredi getroffen door een herseninfarct. Na zijn ontslag uit het ziekenhuis kreeg hij in december een hersenbloeding. Na een maandenlang ziekbed overleed hij in 2004 op 83-jarige leeftijd.  

## Filmografie (ruime selectie)
- 1955 - Gli innamorati (Mauro Bolognini)
- 1955 - Lo scapolo (Antonio Piertangeli)
- 1956 - Guardia, guardia scelta, brigadiere e maresciallo (Mauro Bolognini)
- 1956 - Totò, Peppino e la... malafemmina (Camillo Mastrocinque)
- 1958 - Venezia, la luna e tu (Dino Risi)
- 1959 - I ragazzi dei Parioli (Sergio Corbucci)
- 1959 - Audace colpo dei soliti ignoti (Nanni Loy)
- 1959 - L'Impiegato (Gianni Puccini)
- 1960 - Crimen (Mario Camerini)
- 1961 - Il carabiniere a cavallo (Carlo Lizzani)
- 1961 - Il Giudizio universale (Vittorio De Sica)
- 1961 - A cavallo della tigre (Luigi Comencini)
- 1962 - Gli anni ruggenti (Luigi Zampa)
- 1963 - El verdugo (Luis García Berlanga)
- 1963 - L'Amore difficile (episode L'avventura di un soldato van de sketchenfilm van Nino Manfredi, Alberto Bonucci, Luciano Lucignani en Sergio Sollima)
- 1965 - I Complessi (episode Una giornata decisiva van de sketchenfilm van Franco Rossi, Dino Risi en Luigi Filippo D'Amico)
- 1965 - Il Gaucho (Dino Risi)
- 1965 - Le Bambole (episode La telefonata van de sketchenfilm van Luigi Comencini, Franco Rossi, Dino Risi en Mauro Bolognini)
- 1965 - Thrilling (episode Il vittimista van de sketchenfilm van Ettore Scola, Carlo Lizzani en Gian Luigi Polidoro)
- 1965 - Io la conoscevo bene (Antonio Pietrangeli)
- 1965 - Made in Italy (episode Cittadini, Stato e Chiesa van de sketchenfilm van Nanni Loy)
- 1966 - Io, io, io... e gli altri (Alessandro Blasetti)
- 1966 - Operazione San Gennaro (Dino Risi)
- 1967 - Il padre di famiglia (Nanni Loy)
- 1968 - Italian Secret Service (Luigi Comencini)
- 1968 - Straziami, ma di baci saziami (Dino Risi)
- 1968 - Riusciranno i nostri eroi a ritrovare l'amico misteriosamente scomparso in Africa? (Ettore Scola)
- 1969 - Vedo nudo (alle episodes van de sketchenfilm van Dino Risi)
- 1969 - Nell'anno del signore (Luigi Magni)
- 1970 - Rosolino Paternò soldato (Nanni Loy)
- 1971 - Per grazia ricevuta (Nino Manfredi)
- 1971 - Roma bene (Carlo Lizzani)
- 1972 - Le Avventure di Pinocchio (Luigi Comencini)
- 1972 - Girolimoni, il mostro di Roma (Damiano Damiani)
- 1972 - Lo chiameremo Andrea (Vittorio De Sica)
- 1973 - Pane e cioccolata (Franco Brusati)
- 1974 - C'eravamo tanto amati (Ettore Scola)
- 1975 - Attenti al buffone (Alberto Bevilacqua)
- 1976 - Brutti, sporchi e cattivi (Ettore Scola)
- 1976 - Signore e signori, buonanotte (sketchenfilm, episode Il Santo Soglio van Ettore Scola)
- 1976 - Quelle strane occasioni (sketchenfilm, episode Il cavalluccio svedese van Luigi Magni)
- 1977 - In Nome del Papa Re (Luigi Magni)
- 1978 - La Mazzetta (Sergio Corbucci)
- 1979 - Il Giocattolo (Giuliano Montaldo)
- 1980 - Café Express (Nanni Loy)
- 1981 - Nudo di donna (Nino Manfredi)
- 1982 - Testa o croce (episode Il figlio del beduino in de tweedelige film van Nanni Loy)
- 1983 - Questo e quello (Sergio Corbucci)
- 1987 - I Picari (Mario Monicelli)
- 1987 - Secondo Ponzio Pilato (Luigi Magni)
- 1988 - Napoli-Berlino, un taxi nella notte (of Helsinki Napoli All Night Long (Mika Kaurismäki)
- 1990 - In nome del popolo sovrano (Luigi Magni)
- 1990 - Alberto Express (Arthur Joffé)
- 1991 - Mima (Philomène Esposito)
- 1994 - Colpo di Luna (Alberto Simone)
- 1995 - De Vliegende Hollander (Jos Stelling)
- 1999 - La Carbonara (Luigi Magni)
- 2003 - La Luz prodigiosa (Miguel Hermoso)

## Prijzen
Filmfestival van Cannes
- 1971 - Per grazia ricevuta : beste debuut

Premi David di Donatello
- 1968 - Italian Secret Service en Il padre di famiglia : Targa d'Oro-prijs
- 1969 - Vedo nudo : beste acteur
- 1970 - Nell'anno del Signore : beste acteur
- 1971 - Per grazia ricevuta : David speciale per l'esordio nella regia
- 1974 - Pane e cioccolata : beste acteur
- 1976 - Attenti al buffone : beste scenarioschrijver (samen met Alberto Bevilacqua)
- 1978 - In nome del Papa Re : beste acteur
- 1984 - Targa speciale
- 1990 - Premio Alitalia

Nastro d'argento
- 1966 - Questa volta parliamo di uomini : beste acteur
- 1970 - Nell'anno del Signore : beste acteur
- 1972 - Per grazia ricevuta : beste origineel onderwerp
- 1978 - In nome del Papa Re : beste acteur
- 1980 -  Café Express : beste acteur

Globo d'oro
- 1971 - Per grazia ricevuta : beste debuut
- 1984 - Spaghetti House en Testa o croce  : beste acteur
- 1988 - Secondo Ponzio Pilato : beste acteur

Grolla d'oro
- 1965 - Il gaucho : beste acteur
- 1971 - Per grazia ricevuta : beste debuterende regisseur
- 1974 - Pane e cioccolata : beste acteur

- Bibsys: 4023316
- Biblioteca Nacional de España: XX1306592
- Bibliothèque nationale de France: cb13941065s (data)
- Gemeinsame Normdatei: 121957756
- International Standard Name Identifier: 0000 0001 1436 7565
- Library of Congress Control Number: n79131538
- MusicBrainz: 47ad7bac-317b-477d-b466-b6074bb32342
- Nationale Bibliotheek van Tsjechië: xx0190803
- Nationale bibliotheek van Australië: 35985940
- Nationale Bibliotheek van Israël: 987007431234505171
- Nationale Bibliotheek van Polen: a0000002943697
- Nederlandse Thesaurus van Auteursnamen: 070696721
- Istituto Centrale per il Catalogo Unico: CFIV023429
- SNAC: w6xf5j1n
- Système universitaire de documentation: 078760534
- Trove: 1173741
- Virtual International Authority File: 2661275
- WorldCat: E39PBJtH67XhHq9GrxQp9H8Bfq